# Sven G. Svenson
Sven Gudmar Svenson, född 29 september 1919 i Eskilstuna, död 25 februari 1997 i Uppsala, var en svensk historiker, bankman och författare.
Sven G. Svenson var VD för Sparfrämjandet 1951–1961,  VD i Svenska Sparbanksföreningen 1963–1979, samt vice ordförande i Tryckeri AB Marieberg.
Han var ledamot av Ingenjörsvetenskapsakademien från 1974, ledamot av Gustav Adolfs Akademien från 1975, samt hederspresident i Orphei Drängar.